# Chapelle Sainte-Anne de Saint-Dolay
La chapelle Sainte-Anne est située au lieu-dit « Sainte-Anne », sur la commune de Saint-Dolay dans le Morbihan.

## Historique
Chapelle dédiée à sainte Anne, construite au XVIe siècle, son luxe est l'indice certain d'un pèlerinage très fréquenté au Moyen Âge. Pendant la Révolution, en 1793, on essaya de brûler la chapelle, mais ne pouvant y réussir, on descendit la toiture et les ardoises furent vendues au marché de La Roche-Bernard.
La chapelle fait l’objet d’un classement au titre des monuments historiques depuis le 3 novembre 1930.